# Трагето (Бриндизи)
Трагето (итал. Traghetto) је насеље у Италији у округу Бриндизи, региону Апулија.
Према процени из 2011. у насељу је живело 42 становника. Насеље се налази на надморској висини од 206 м.